# خورخي بينيدا
خورخي بينيدا (بالإسبانية: Jorge Ernesto Pineda)‏ هو لاعب كرة قدم ومدرب كرة قدم هندوراسي، ولد في 26 نوفمبر 1964 في Langue ‏ في هندوراس. شارك مع منتخب هندوراس لكرة القدم. أما مع النوادي، فقد لعب مع ريال إسبانيا ونادي بيدا ونادي فيكتوريا.

## وصلات خارجية
- خورخي بينيدا على موقع الاتحاد الدولي (مؤرشف)  (الإنجليزية)
- خورخي بينيدا على موقع قاعدة بيانات كرة القدم.إي يو (الإنجليزية)
- خورخي بينيدا على موقع ناشيونال فوتبول تيمز (الإنجليزية)